# 長源寺 (佐倉市)
長源寺（ちょうげんじ）は、千葉県佐倉市にある浄土宗の寺院。

## 歴史
1570年（元亀元年）、原胤栄の開基である。原胤栄は元々生実城の城主で、大巌寺を保護していた。そしてもう一つの根拠地である臼井城の城下に大巌寺の道誉を招いて寺を創建した。道誉はその後、第9世増上寺法主となっている。
当初は生実の大巌寺と同じ「大巌寺」という名称であったが、寛永年間（1624年 - 1644年）に現在名に改称した。
当寺境内から少し離れたところに、道誉の墓がある。

## 交通アクセス
- 京成臼井駅より徒歩15分。